# Papyrologie arabe
Ne doit pas être confondu avec Papyrologie grecque et latine.
Bien que le terme papyrologie s'applique essentiellement aux documents grecs et latins provenant de l'Égypte gréco-romaine, puis byzantine, on peut parler d'une papyrologie arabe. Celle-ci, numériquement beaucoup moins importante que la papyrologie classique, traite des documents sur papyrus (administration, fiscalité, économie, culture, etc.) ou sur papier écrits en arabe après la conquête de l'Égypte par les Arabes à partir de 641. La nouvelle capitale, Foustât, est peuplée de familles et de tribus venues d'Arabie et réparties dans de nouveaux lotissements. Le grec, langue de l'administration, de la culture et des élites, et le copte, dernière forme de l'égyptien ancien, doivent désormais cohabiter avec la langue du conquérant. Des habitudes d'écriture arabe sont de plus en plus reproduites par les milieux lettrés coptes. Des formules de politesse arabes qui, au départ, étaient utilisées par des musulmans et référaient à une culture coranique sont employées par des chrétiens dans leur correspondance. Ainsi, l'arabe devient une référence normative. Cette période de transition dure jusqu'au XIe siècle environ, siècle où l'arabe prend définitivement le relai et où les papyrus disparaissent au profit du parchemin.
Les textes privés écrits dans les trois langues sont très rares.Le grec est encore employé pendant quelque temps, même dans les chancelleries arabes (des papyrus bilingues grec/arabe apparaissent dès 643), puis disparaît un siècle après l'arrivée des Arabes des protocoles, pour ne se cantonner qu'à quelques correspondances privées et disparaître rapidement. Le copte survit plus longtemps (notamment en Moyenne et Haute-Égypte où il subsiste plus de chrétiens), mais fait lentement place à l'arabe, d'abord dans la vie profane, puis même dans le culte chrétien, où le copte - maintenu par la liturgie et les milieux monastiques - n'est plus qu'une langue savante liée aux textes religieux à partir du XIIIe siècle (le basculement s'étant fait à partir du Xe siècle). Les derniers papyrus privés écrits en copte datent du XIe siècle. Il existait cependant encore des populations au Xe siècle (le plus souvent lettrées) qui ne comprenaient pas l'arabe. La coupure s'est donc faite à cette époque. Les toponymes, qui n'étaient auparavant pas arabes, prennent tous une forme mixte ou arabe à partir du XIe siècle.
L'Autrichien Joseph Karabacek (1845-1918) est un pionnier de la papyrologie arabe grâce à l'immense collection de l'actuelle Bibliothèque nationale autrichienne, dont plus de trois mille sont rédigés en arabe.